# Mokrice
Mokrice is een plaats in de gemeente Oroslavje in de Kroatische provincie Krapina-Zagorje. De plaats telt 759 inwoners (2001).